# Musée du Fado
Le musée du Fado est un musée portugais situé à Lisbonne. Inauguré en 1998, il se consacre à présenter l'histoire du fado, genre musical populaire. Le musée est situé dans le quartier Alfama, berceau du fado.

## Bâtiment
Le bâtiment du musée était autrefois la station de pompage d’eau du site de Praia. Il a été construit en 1868 et est classé bien d’intérêt public.